# Chesney Hawkes
Chesney Lee Hawkes (Slough, 22 september 1971) is een Britse zanger, songwriter en acteur. Hij is vooral bekend door zijn single "The One and Only", waarmee hij in 1991 een grote hit scoorde.

## Biografie
Hawkes werd geboren als zoon van Len 'Chip' Hawkes, eveneens een zanger, die ooit optrad met de band The Tremeloes. Hawkes is vernoemd naar de zanger/komiek Chesney Allen.
Hawkes begon zijn carrière op zijn 19e, met de hoofdrol in de film Buddy's Song. In maart 1991 bracht hij zijn grootste single uit, "The One And Only," afkomstig van de soundtrack van de film. De single stond vijf weken op de eerste plaats in de Britse hitlijst.
Later bracht Hawkes nog acht andere singles uit, waaronder "I'm a Man Not a Boy" en "Another Fine Mess." Deze werden echter niet zo succesvol als zijn eerste single. Zijn single "What's Wrong With This Picture?" uit 1993 haalde de 63e plaats in de Britse hitlijsten, en zijn duet met Adam Schlessinger van Fountains of Wayne, "Stay Away Baby Jane," de 74e plaats.
Hawkes heeft een vaste schare fans, voornamelijk bestaande uit studenten. Behalve als zanger heeft Hawkes ook succes als songwriter voor andere artiesten, zoals A1, Caprice, Tricky, Jennifer Paige en Tears for Fears.
In maart 2005 trok Hawkes weer even de aandacht van de media toen hij meedeed aan Channel 4's The Games, waar hij een bronzen medaille won. Hij deed in april 2005 ook mee aan het ITV-programma Hit Me Baby One, More Time.
Hawkes was betrokken bij een project genaamd het Lexus Symphony Orchestra, een promotiecampagne voor Lexus' audiosystemen voor auto’s. Hawkes componeerde twee muziekstukken voor dit project.
Hawkes organiseert een jaarlijkse songwritercompetitie genaamd Songfusion in IJsland.

## Discografie

### Albums
- The Buddy's Song Soundtrack/The One and Only (U.S. titel) (1991) #18 UK
- Get The Picture (1993 – Alleen in Europa)
- The Very Best Of (2005) – Alleen in het Verenigd Koninkrijk)
- Another Fine Mess (2007)

### Singles
- "The One And Only" (februari 1991) #1 UK, #10 U.S.[2]
- "I'm a Man Not a Boy" (juni 1991) #27 UK
- "Secrets of the Heart" (september 1991) #57 UK
- "Feel So Alive" (november 1991) did not chart
- "What's Wrong With This Picture" (mei 1993) #63 UK
- "Stay Away Baby Jane" (januari 2002) #74 UK
- "Another Fine Mess" (mei 2005) #48 UK

## Filmografie
- Buddy's Song (1991)
- Doc Hollywood (1991, alleen de titelsong)
- Prince Valiant (1997)